# Mont Tamate
Le mont Tamate (玉手山), aussi connu sous le nom de mont Komatsu (小松山), est une petite montagne située dans le territoire de Kashiwara, dans la préfecture d'Osaka, au Japon. La montagne a été un facteur important de la bataille de Dōmyōji.
Ce petit pic et ses pentes ont été un point de défense pour l'armée de Toyotomi Hideyori, basée à Osaka, contre l'approche de l'Armée orientale de Tokugawa Ieyasu. Le 3 juin 1615, Gotō Mototsugu, le commandant des samouraïs qui défendaient le mont, a été touché par une balle des forces Tokugawa. Plus tard, il a commis un suicide rituel sur le mont Komatsu avant que ses défenses soient prises par l'ennemi.
Aujourd'hui, la région contient un petit parc d'attractions et un parc naturel.